# 朱德祥
朱德祥（1911年—？），男，江苏南通人，中国数学家，曾任昆明师范学院数学系系主任、副院长，中国数学会理事，第四、五、六、七届全国人大代表。